# Kıvanç Tatlıtuğ
Kıvanç Tatlıtuğ (Adana, 27 d'octubre de 1983) és un model i actor turc. Ha guanyat el tìtol mascle en Best Model of Turkey 2002. Des del 19 de febrer de 2016 està casat amb l'estilista turca Başak Dizer.

## Filmografia
| Sinema               | Sinema                      | Sinema                                                                   | Sinema                                                         |
| Any                  | Tìtol                       | Rol                                                                      | Notes                                                          |
| -------------------- | --------------------------- | ------------------------------------------------------------------------ | -------------------------------------------------------------- |
| 2007                 | Amerikalılar Karadeniz'de 2 | Muzaffer                                                                 |                                                                |
| 2010                 | Oyuncak Hikayesi 3          | Ken                                                                      | Actor de veu                                                   |
| 2013                 | Kelebeğin Rüyası            | Muzaffer Tayyip Uslu                                                     | Millor actor (Premis de l'Associació de Guionistes de Turquia) |
| TV                   |                             |                                                                          |                                                                |
| Yıl                  | Başlık                      | Rolü                                                                     | Notlar                                                         |
| 2005-2007            | Gümüş                       | Mehmet Şadoğlu                                                           |                                                                |
| 2007-2008            |                             |                                                                          |                                                                |
| Menekşe ile Halil    | Halil Tuğlu                 |                                                                          |                                                                |
| Menekşe ile Halil    | Halil Tuğlu                 | 2008-2010                                                                |                                                                |
| Aşk-ı Memnu          | Behlül Haznedar             | Premis Altın Kelebek, Millor actor Premi Elle d'home d'estil (a Turquia) |                                                                |
| 2011-2013            | Kuzey Güney                 | Kuzey Tekinoğlu                                                          | Premis Altın Kelebek, Millor actor                             |
| 2014                 | Kurt Seyit ve Şura (sèrie)  | Kurt Seyit                                                               |                                                                |
| 2016                 | Siyah-Beyaz                 |                                                                          |                                                                |
| Com convidat a la TV |                             |                                                                          |                                                                |
| Any                  | Tìtol                       | Rol                                                                      | Notes                                                          |
| 2006                 | Acemi Cadı                  |                                                                          | Un episodi                                                     |
| 2010                 | Ezel                        | Ramiz Karaeski                                                           | Episodis: "Hiçbir Şeyi Olmayan Adam" i "İmkansız"              |